# Іллука (волость)
Іда-Вірумаа (ест. Illuka vald) — волость в Естонії, у складі повіту Іда-Вірумаа. Волосна адміністрація розташована в селі Іллука.

## Розташування
Площа волості — 543,82 км², чисельність населення становить 1065 осіб.
Адміністративний центр волості — село (ест. küla) Іллука. Крім того, на території волості знаходяться ще 18 сіл: Агусалу, Вазавере, Едівере, Каатерму, Кайдма, Камарна, Каролі, Ківінимме, Консу, Кунінгакюла, Куремяе, Куртна, Охаквере, Онгассааре, Перміскюла, Пухату, Раусвере, Яама.